# Elektroftalm
Das Elektroftalm ist eine Erfindung des polnischen Augenarztes Kazimierz Noiszewski, die zwischen 1897 und 1899 entwickelt wurde. Die Anordnung diente dazu, Blinden eine Wahrnehmungsmöglichkeit für ihre Umgebung zu geben und so ihre Lebensqualität zu erhöhen. Das Gerät bildet den äußeren Teil des natürlichen Sehapparates nach.

## Zweck
Die Anordnung diente dazu, Blinden eine Wahrnehmungsmöglichkeit für ihre Umgebung zu geben. Der Blinde wird unabhängig von Assistenzhund, Blindenstock oder Blindenführer.

## Entwicklung
Die ursprüngliche Anordnung Noiszewskis bestand aus einem Photowiderstand als Sensor und einem akustischen Geber. Von Witold Starkiewicz wurde die Vorrichtung unter Verwendung einer Matrix von Sensorzellen und Vibratorgebern zwischen 1960 und 1970 weiter entwickelt.

## Vorrichtung
Das Elektroftalm besteht aus:
- Kamera
 Die Kamera bildet das Sehfeld auf eine Matrix aus 120 (10 Zeilen mit 9 – 12 Elementen) aus CdS-Photozellen ab.
- Steuergerät
 Das Steuergerät wandelt die elektrischen Werte der Photozellen in Steuersignale für die Gebereinheit um.
- Gebereinheit
 Die Gebereinheit besteht aus einer Matrix von 120 elektromagnetischen Vibratoren, die an einer geeigneten Stelle des Körpers des Nutzers angebracht wurde. Hierzu hat der Erfinder Untersuchungen angestellt. Als geeignete Stelle für diesen Geber fand er die Stirn.

## Probleme

### Gerät
- Die CdS-Photo(widerstands)zellen sind groß, die Reaktionszeit lichtabhängig[3][4]
- Der Energiebedarf der Vorrichtung ist hoch und das mögliche Speichervolumen gering.
- Die Matrix mit 120 Elementen erlaubt nur eine geringe Auflösung des Bildes.

### Nutzer
- Es ist erforderlich, dass der Nutzer lernt, das Vibrationssignal in eine Bildvorstellung zu transformieren.
- Das Gerät ist schwer.

## Galerie

Der natürliche Sehapparat
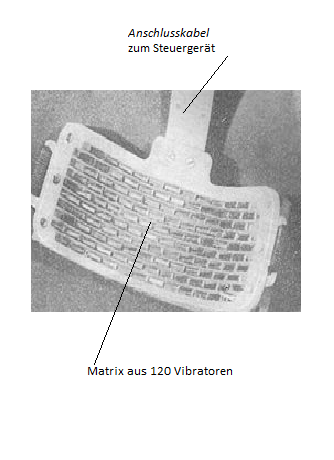
Geber des Elektroftalms mit 120 Matrixelementen
Beispiel einer Rasterung mit 225 Matrixelementen
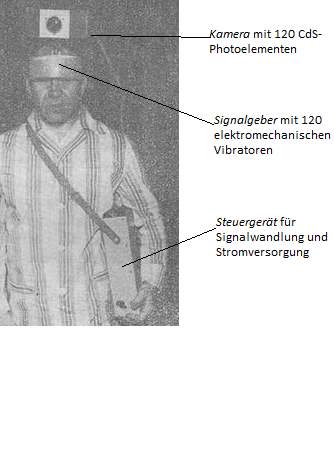
Sensor, Steuergerät und Geber für das Elektroftalm
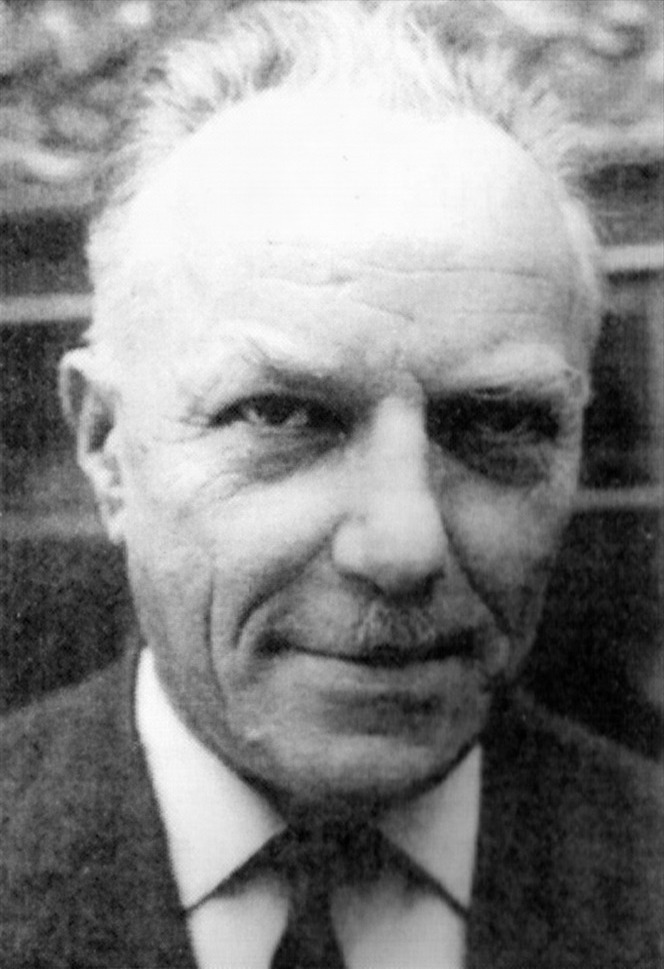
Witold Starkiewicz

## Aktuelle Entwicklungen
Die Entwicklung der Halbleitertechnologie (CCD-Sensor oder Peltier-Element), der Operationstechniken (Retina-Implantat) und der Medizinforschung und Methoden wie Implantate und Direktstimulation bieten neue Ansätze.
Eine völlig analoge Technik wurde zwischen 1970 und den späten 1990er Jahren unter dem Namen Optacon zum Erkennen von Schriftzeichen vertrieben. Kamera und Geber waren hier so klein, dass sie leicht über das Schriftgut geführt und die Vibrationsfläche mit einem Finger ertastet werden konnte.